# Tanxi (sockenhuvudort i Kina, Jiangxi Sheng, lat 27,29, long 116,94)
Tanxi är en sockenhuvudort i Kina. Den ligger i provinsen Jiangxi, i den sydöstra delen av landet, omkring 190 kilometer sydost om provinshuvudstaden Nanchang. Antalet invånare är 18 411. Befolkningen består av 8 829 kvinnor och 9 582 män. Barn under 15 år utgör 19,0 %, vuxna 15-64 år 73 %, och äldre över 65 år 6,0 %.
Runt Tanxi är det ganska tätbefolkat, med 129 invånare per kvadratkilometer. Tanxi är det största samhället i trakten. Trakten runt Tanxi består till största delen av jordbruksmark.
Genomsnittlig årsnederbörd är 2 454 millimeter. Den regnigaste månaden är juni, med i genomsnitt 431 mm nederbörd, och den torraste är oktober, med 19 mm nederbörd.